# Riksväg 24
Riksväg 24 går mellan Mellbystrand och Hässleholm via Laholm, Våxtorp och Örkelljunga.
Riksväg 24 används ofta som förbindelseväg för trafik som ska från Bohuslän, Göteborg och Halland till östra Skåne och Blekinge. Den sedan 2013 inrättade Riksväg 15 mellan Halmstad och Karlshamn är dock tänkt att ersätta Riksväg 24, åtminstone för trafik till och från norr och öster om Pukavik, eftersom vägsträckningen blir genare.

## Standard och planer
Vägen har byggts om fram till 2008 till att vara 2+1-väg mellan Mellbystrand, via Laholm fram till strax norr om Våxtorp. Därefter är övrig sträckning vanlig landsväg.

## Historia
Vägen har hetat riksväg 24 sedan 1962. Före 1962 hette denna väg länsväg 65 Laholm-Örkelljunga och länsväg 63 Örkelljunga-Hässleholm.
Vägen har samma sträckning som på 1940-talet., med några undantag. Ett undantag är sträckan Örkelljunga-Bälinge, en ny sträckning som öppnades under hösten 2004. Den nya sträckningen av riksvägen invigdes i samband med öppnandet av nya E4 mellan Örkelljunga och länsgränsen mot Kronoberg. Den nya vägen går delvis på gamla E4 och delvis på nybyggd väg. En annan nyare sträcka är den från Mellbystrand och förbi Laholm som är från 1960-talet.

## Trafikplatser, korsningar och anslutningar
|  | Nr             | Namn                    | Skyltning                        |
|  | -------------- | ----------------------- | -------------------------------- |
|  | motorväg       | Trafikplats Laholm      | Göteborg, Malmö; Mellbystrand    |
|  |                | i Våxtorp               | Torekov                          |
|  |                | i Örkelljunga           | Örkelljunga (rv 24 svänger)      |
|  |                | i Örkelljunga           | Ängelholm                        |
|  |                | i Örkelljunga           | Örkelljunga                      |
|  | motorväg       | Trafikplats Örkelljunga | Stockholm, Helsingborg           |
|  |                | i Bälinge               | Lund?                            |
|  | motortrafikled | Trafikplats Finja       | Helsingborg, Kristianstad; Finja |